# Huffman-kodning
Huffman-kodning er en algoristisk entropikodningsform fra 1952, udviklet af David.A. Huffman, da han var studerende ved Massachusetts Institute of Technology.
Egenskaben ved denne form for kodning, er brug af mindst mulige antal bit, hvilket vil sige at det er en metode til komprimering af digitale data. 
Metoden baserer sig på en statistisk undersøgelse af hyppigheden af forskellige mønstre. Det mønster som forekommer hyppigst tildeles en kode som kun kræver få bit, mens sjældne mønstre tildeles en kode som kræver flere bits.
Resultatet bliver et mønster hvor f.eks. tre bit i et tilfælde kan repræsenterer et mønster på 32 bit, hvor der eksempelvis skal bruges 10 bit i et andet tilfælde.